# Lenguas Volta-Congo
Las lenguas Volta-Congo son la principal rama de primer nivel dentro de la familia Níger-Congo, con un total de 350 millones de hablantes. El nombre de la familia se debe a que la mayoría de las lenguas se hablan entre las cuencas del río Volta y las del río Congo.

## Clasificación
El trabajo comparativo realizado por John M. Stewart en las décadas de 1960 y de 1970 ayudó a establecer la unidad filogenética de las lenguas Volta-Congo y aportó luz a su estructura interna, pero los resultados siguen sin ser definitivos.
Williamson y Blench (2000) encontraron que en muchos casos es difícil precisar líneas claras entre los diferentes grupos de lenguas Volta-Congo y sugirieron que esto podría indicar que se diera una diversificación de un continuo geolectal más que una clara separación entre unidades filogenéticas. Esto había sido sugerido antes por Bennet (1983 citado en Williamson y Blench 2000:17) en el caso de las lenguas Gur y las lenguas Adamawa-Ubangi, que muchos autores agrupan juntas bajo el nombre de lenguas de la sabana. También Elugne y Williamson (1976), en su reconstrucción del proto-ẹdo y del proto-ịjọ, dos subgrupos de las lenguas kwa, encontraron que el proto-ẹdo-ịjọ presentaría características usualmente asociadas con las lenguas Benué-Congo por lo que la diferencia filogenética entre los dos grupos no parecía justificada.
Otras ramas de la familia son las lenguas kru y las lenguas senufo. Las lenguas bantú, que son el grupo mejor conocido y particularmente numeroso formado por multitud de lenguas, es de hecho un subgrupo de las Lenguas Benué-Congo.

### Clasificación interna
Según Williamson y Blench 2000, se divide en las siguientes ramas:
- Volta-Congo
  - Volta-Congo septentrional (también llamado Volta-Congo occidental): 30 millones de hablantes en el África centro-occidental (que incluye las subfamilias kru, gur y senufo)
  - Volta-Congo meridional (también llamado Volga-Congo oriental o Benue-kwa): 290 millones en el África central, oriental y meridional (que incluye las subfamilias kwa, Volta-Níger y Benue-Congo)

Según Bendor-Samuel 1989, las relaciones entre grupos es la siguiente:

|  | \| \| Adamawa \| \| \| \| \| \| Gur \| \| \| \| \| \| Senufo \| \| \| \| |
|  |                                                                          |
|  | pre (o mbre)                                                             |
|  |                                                                          |
|  | Adamawa                                                                  |
|  |                                                                          |
|  | Gur                                                                      |
|  |                                                                          |
|  | Senufo                                                                   |
|  |                                                                          |

|  | Adamawa |
|  |         |
|  | Gur     |
|  |         |
|  | Senufo  |
|  |         |

|  | \| \| Adamawa \| \| \| \| \| \| Gur \| \| \| \| \| \| Senufo \| \| \| \| |
|  |                                                                          |
|  | pre (o mbre)                                                             |
|  |                                                                          |
|  | Adamawa                                                                  |
|  |                                                                          |
|  | Gur                                                                      |
|  |                                                                          |
|  | Senufo                                                                   |
|  |                                                                          |

|  | Adamawa |
|  |         |
|  | Gur     |
|  |         |
|  | Senufo  |
|  |         |

| Benue-Congo occidental | Volta-Níger                                                 |
|                        | Volta-Níger                                                 |
| Benue-Congo oriental   | \| \| Platoide \| \| \| \| \| \| Bantoide-Cross \| \| \| \| |
|                        | \| \| Platoide \| \| \| \| \| \| Bantoide-Cross \| \| \| \| |
|                        | Platoide                                                    |
|                        |                                                             |
|                        | Bantoide-Cross                                              |
|                        |                                                             |

|  | Platoide       |
|  |                |
|  | Bantoide-Cross |
|  |                |

| Benue-Congo occidental | Volta-Níger                                                 |
|                        | Volta-Níger                                                 |
| Benue-Congo oriental   | \| \| Platoide \| \| \| \| \| \| Bantoide-Cross \| \| \| \| |
|                        | \| \| Platoide \| \| \| \| \| \| Bantoide-Cross \| \| \| \| |
|                        | Platoide                                                    |
|                        |                                                             |
|                        | Bantoide-Cross                                              |
|                        |                                                             |

|  | Platoide       |
|  |                |
|  | Bantoide-Cross |
|  |                |

|  | \| \| Adamawa \| \| \| \| \| \| Gur \| \| \| \| \| \| Senufo \| \| \| \| |
|  |                                                                          |
|  | pre (o mbre)                                                             |
|  |                                                                          |
|  | Adamawa                                                                  |
|  |                                                                          |
|  | Gur                                                                      |
|  |                                                                          |
|  | Senufo                                                                   |
|  |                                                                          |

|  | Adamawa |
|  |         |
|  | Gur     |
|  |         |
|  | Senufo  |
|  |         |

|  | \| \| Adamawa \| \| \| \| \| \| Gur \| \| \| \| \| \| Senufo \| \| \| \| |
|  |                                                                          |
|  | pre (o mbre)                                                             |
|  |                                                                          |
|  | Adamawa                                                                  |
|  |                                                                          |
|  | Gur                                                                      |
|  |                                                                          |
|  | Senufo                                                                   |
|  |                                                                          |

|  | Adamawa |
|  |         |
|  | Gur     |
|  |         |
|  | Senufo  |
|  |         |

| Benue-Congo occidental | Volta-Níger                                                 |
|                        | Volta-Níger                                                 |
| Benue-Congo oriental   | \| \| Platoide \| \| \| \| \| \| Bantoide-Cross \| \| \| \| |
|                        | \| \| Platoide \| \| \| \| \| \| Bantoide-Cross \| \| \| \| |
|                        | Platoide                                                    |
|                        |                                                             |
|                        | Bantoide-Cross                                              |
|                        |                                                             |

|  | Platoide       |
|  |                |
|  | Bantoide-Cross |
|  |                |

| Benue-Congo occidental | Volta-Níger                                                 |
|                        | Volta-Níger                                                 |
| Benue-Congo oriental   | \| \| Platoide \| \| \| \| \| \| Bantoide-Cross \| \| \| \| |
|                        | \| \| Platoide \| \| \| \| \| \| Bantoide-Cross \| \| \| \| |
|                        | Platoide                                                    |
|                        |                                                             |
|                        | Bantoide-Cross                                              |
|                        |                                                             |

|  | Platoide       |
|  |                |
|  | Bantoide-Cross |
|  |                |

Algunos autores, como Victor Manfredi, consideran que la división kwa debe ser revisada y proponen dividir el grupo kwa en dos grupos, una más relacionado con lo que actualmente se llama Benue-Congo (denominado BK-1) y otra parte más relacionada con las lenguas gbe (BK-2). Este segundo grupo estaría caracterizado por algunas innovaciones comunes.

## Descripción lingüística
Los sistemas vocálicos de las lenguas Volta-Congo han sido objeto de un gran debate en lingüística histórica. 

### Fonología
Casali (1995) defiende la hipótesis de que el proto-Volta-Congo habría tenido nueve o diez vocales y un sistema de sinarmonía vocálica y que posteriormente este inventario se habría reducido a un sistema de siete vocales en muchas lenguas Volta-Congo. Las lenguas de las montañas de Togo y Ghana son ejemplos donde todavía están presentes sistemas de nueve o diez vocales. Por otra parte Stewart (2002) reconstruye 7 vocales orales y 7 vocales nasales para el proto-Volta-Congo meridional (o más estrictamente una aproximación al mismo basado en correspondencias entre el proto-potou-akan y el proto-bantú):
|              | orales  | orales    | orales   | nasales | nasales   | nasales |
| anterior     | central | posterior | anterior | central | posterior |         |
| ------------ | ------- | --------- | -------- | ------- | --------- | ------- |
| cerradas     | i       |           | u        | ĩ       |           | ũ       |
| semicerradas | ɪ       |           | ʊ        | ɪ̃       |           | ʊ̃       |
| abiertas     | ɛ       | a         | ɔ        | ɛ̃       | ã         | ɔ̃       |
No existe una reconstrucción completa del proto-Volta-Congo que emplee todas las lenguas de la familia, aunque existe una aproximación razonable de J. M. Stewart al proto-Benue-Kwa (Volta-Congo meridional) hecha comparando solamente el proto-potou-akan y el proto-bantú. De acuerdo con esta reconstrucción toda consonante tiene dos formas en distribución complementaria: grado no mutado / grado mutado. En el grado mutado una consonante generalmente es una alófno no nasal (aunque las no mutadas aproximantes son nasalizadas), mientras que el grado mutado la consonante tiene un alófono prenasalizado o nasal. Las raíces tienen la forma usual C1V1(C2V2), el inventario reconstruido para las consonantes que aparecen en primer lugar (C1) es:
|             |             | bilabial | alveolar | palatal | velar   | labiovelar |
| ----------- | ----------- | -------- | -------- | ------- | ------- | ---------- |
| Oclusiva    | sorda       | *p / mp  | *t / nt  | *c / ɲc |         | *kʷ / ŋkʷ  |
| Oclusiva    | sonora      | *b / mb  | *d / nd  | *ɟ / ɲɟ | *g / ŋg | *gʷ / ŋgʷ  |
| Implosiva   | sorda       | *ƥ / mƥ  | *ƭ / nƭ  |         | *ƙ / ŋƙ | *ƙʷ / ŋƙʷ  |
| Implosiva   | sonora      | *ɓ / m   | *ɗ / n   | *ʄ / ɲ  |         | *ɠʷ / ŋʷ   |
| aproximante | aproximante | *ʋ̃ / m   | *l̃ / n   | *y / ɲ  | *ɰ̃ / ŋ  | *w̃ / ŋʷ    |
| nasal       | nasal       | *m / m   | *n / n   |         |         |            |
Para cada par de fonemas de la tabla el primero es el alófono que aparece ante vocal no nasal (grado no mutado) y el segundo el que aparece ante vocal nasal (grado mutado). En este sistema destaca la ausencia de africadas o fricativas, una característica también presente en proto-bantú y en proto-potou-akan.

### Comparación léxica
Los numerales reconstruidos para diferentes grupos de lenguas Volta-Congo son:
| GLOSA | Volta-Congo septentrional | Volta-Congo septentrional | Volta-Congo septentrional | Volta-Congo meridional |
| GLOSA | PROTO- KRU                | PROTO- SENUFO             | PROTO- GUR                | PROTO- BENUE-KWA       |
| ----- | ------------------------- | ------------------------- | ------------------------- | ---------------------- |
| '1'   | *ɓlo *doː                 | *niŋgb͡ĩ                   | *dig- / *-dum             | *-ɗĩ / *-kp͡a           |
| '2'   | *sɔ̃ː-                     | *sɔ̃ːni                    | *lia / *-ɲo               | *-badi                 |
| '3'   | *tãːr                     | *tãːri                    | *tãːri                    | *-tãri                 |
| '4'   | *ɲiyɛ̃̀hɛ                   | *ti-cɛːre                 | *naːsi                    | *-nai                  |
| '5'   | ?                         | *kankuro                  | *nom                      | *ton-                  |
| '6'   | *5+1                      | *kogo-ni                  | *-lo-du                   |                        |
| '7'   | *5+2                      | *5+2                      | *-lo-pɛ                   |                        |
| '8'   | *5+3                      | *5+3                      | *-lo-tãːri                |                        |
| '9'   | *5+4                      | *5+4                      | *10-1                     |                        |
| '10'  | *kʊɡb͡a *pu                | *kɛ                       | *pi-                      | *-wo-                  |